# Around the World (Red Hot Chili Peppers)
Around the World è un singolo dei Red Hot Chili Peppers estratto dal loro settimo album studio, Californication (1999).

## Descrizione
Il brano venne scritto da Anthony Kiedis ispirandosi al film La vita è bella di Roberto Benigni.
Fu pubblicato come singolo il 14 settembre 1999, dopo Scar Tissue e in doppio CD. Ognuno dei CD conteneva b-sides differenti. In Part 1 c'erano una versione demo di Parallel Universe e l'inedita Teatro Jam. In Part 2 c'erano due brani dal vivo, Me and My Friends e Yertle Trilogy.
Around the World è una delle poche canzoni da Californication a riallacciarsi alle vecchie sonorità funk metal e rap rock del gruppo. Tuttavia outro e ritornello rispecchiano la loro attuale svolta pop rock. Inoltre contiene un giro distorto di basso, scandito da Flea, e una intro chitarristica molto aggressiva.
Tra il 1999 e il 2001, durante il tour di Californication, Around the World era la canzone che apriva tutti i loro concerti, mentre dal 2002 al 2004 è stata la seconda o la terza traccia in scaletta. Suonata raramente durante lo Stadium Arcadium World Tour (2006-2007), è tornata ad essere riproposta con frequenza dal vivo a partire dal 2011, con l'inizio dell'I'm with You World Tour. A partire dal 2016 il brano è tornato ad aprire con una certa regolarità i loro concerti.
Durante le versioni live la canzone è sempre preceduta da intro col basso di Flea.

## Video musicale
Il video musicale fu diretto da Stéphane Sednaoui, che aveva già girato quelli per Breaking the Girl e Scar Tissue ed uno stilisticamente simile per Give It Away.
È abbastanza caratteristico di tutte le canzoni dei Red Hot; non è in rapporto con la canzone, ma è sfalsato e provocatorio. I quattro membri sono dapprima sistemati su una pedana, Anthony Kiedis è appeso a un cubo fatto di neon gialli sfumati e si bilancia. La canzone comincia, Anthony salta dal cubo e si mette a cantare (con i suoi soliti gesti) su uno sfondo nero inframmezzato di un colore chiaro, poi le simultanee apparizioni successive di Flea, John Frusciante e di lui stesso "trafiggono" chiunque. Nel ritornello, Kiedis è seduto per terra, e manipola una sorta di fumo colorato stranamente simile a una sagoma femminile. Al ritornello successivo, il cantante sembrerà in un atteggiamento un po' bizzarro (farà l'amore con il suo spettro). Al terzo e ultimo ritornello, egli è seduto su un cubo sospeso e torna se stesso. Il video termina con un'esplosione di colori, la camera effettua dei viaggi avanti e dietro molto velocemente, rendendo la parte strumentale della canzone ancora più "energetica".

## Tracce
CD 1
1. Around The World (album version) - 3:58
2. Parallel Universe (demo) - 5:33
3. Teatro Jam - 3:06

CD 2
1. Around The World (album version) - 3:59
2. Me And My Friends (live) - 3:08[3]
3. Yertle Trilogy (live) - 7:10[3]

## Curiosità
Per la celebrazione di Year of a Million Dreams, l'ottovolante California Screamin' al parco a tema Disney California Adventure (ad Anaheim) ha usato Around the World come brano d'entrata dal 3 gennaio 2007 al 26 aprile 2007.